# Бляшенко Олег Вікторович
Оле́г Ві́кторович Бляше́нко (нар. 19 березня 1963) — заступник Голови Державної прикордонної служби України, генерал-лейтенант.

## Життєпис
1984 року закінчив Харківське вище військове училище тилу, 1994-го — Військову академію тилу й транспорту, 2005 — аспірантуру Севастопольського національного інституту ядерної енергії, доктор технічних наук.
Протягом 1984—1988 років — старший офіцер продовольчо-речової служби берегової бази ремонту та забезпечення, 5-а окрема бригада сторожових кораблів Західного прикордонного округу. З 1988 по 1992 та в 1992—1994 роках — начальник продовольчої служби берегової бази ремонту та забезпечення 5-ї окремої бригади сторожових кораблів Західного прикордонного округу та Прикордонних військ України відповідно.
З 1994 по 2002 рік — заступник командира бригади по тилу — командир берегової бази 5-ї окремої бригади прикордонних сторожових кораблів Кримського напряму Прикордонних військ України. В 2002—2003 роках — заступник командуючого військами Кримського напряму щодо організаційно-штатних заходів.
2003 року Бляшенку Олегу присвоєне звання генерал-майор. З 2003 по 2006 рік — замісник начальника регіонального управління по тилу — начальник тилу Азово-Чорноморського регіонального управління ДПСУ щодо організаційно-штатних заходів. Протягом 2006—2008 років — керівник департаменту Апарату РНБО (2007-го звільнений з військової служби). У 2010 році був заступником начальника ДП СМАП.
На початку 2014 року прийнятий до військової служби у добровільному порядку, з 17 листопада — заступник Голови Державної прикордонної служби України.

## Нагороди
- Орден «За заслуги» III ст. (25 травня 2017) — за значний особистий внесок у справу охорони державного кордону, мужність, високий професіоналізм, зразкове виконання військового обов'язку та з нагоди Дня прикордонника[2]
- Орден Данила Галицького (20 грудня 2003) — за особливі заслуги у захисті державного суверенітету, територіальної цілісності, обороноздатності і безпеки України, мужність і високий професіоналізм, проявлені при виконанні службових обов'язків[3]
- Медаль «За військову службу Україні» (30 жовтня 2002) — за вагомі особисті заслуги, мужність і високий професіоналізм, виявлені при охороні державного кордону України[4]